# Akute disseminierte Enzephalomyelitis
Die akute disseminierte/demyelinisierende Enzephalomyelitis (ADEM oder ADE), die auch als perivenöse Enzephalomyelitis oder Hurst-Enzephalitis bezeichnet wird, ist eine seltene, akut entzündliche Erkrankung des Zentralnervensystems, die häufig eine bis vier Wochen nach einer Infektion auftritt. Meist sind Kinder betroffen. Über dem 40. Lebensjahr ist die Erkrankung selten. Ist anamnestisch keine vorangegangene Infektion bekannt, bleibt oft unklar, ob es sich nicht um den Beginn einer multiplen Sklerose (MS) handelt, zu der fließende Übergänge bestehen.

## Ätiologie/Entstehung
Die akute disseminierte Enzephalomyelitis ist eine meist durch eine vorausgegangene Virusinfektion ausgelöste Autoimmunerkrankung. Die korrespondierende Infektion kann dabei jedoch nicht immer anamnestisch ermittelt werden. Umstritten ist, ob die ADEM auch paravaccinös (im zeitlichen Zusammenhang mit einer Impfung) entstehen kann. Der Theorie nach würden sich dabei, wie nach einer Virusinfektion, aktivierte T-Lymphozyten gegen Proteine der weißen Hirnsubstanz richten. Nach einer größeren Studie aus 2018 wird die beschriebene Impfassoziation jedoch am ehesten koinzidentell zu werten sein, also als statistisches Phänomen.

## Symptome
Die klinische Symptomatik ist in Abhängigkeit von der Lokalisation der Läsionen sehr unterschiedlich, umfasst meist aber auch neuropsychologische Symptome wie eine psychomotorische Verlangsamung oder Bewusstseinsstörung. Kopfschmerzen, Nackensteifigkeit, Erbrechen, starke Depressionen, epileptische Anfälle, ein Querschnittsyndrom, inkomplette oder halbseitige Lähmungen, Sprachstörungen, ataktische Gangstörungen und vor allem auch eine beidseitige Entzündung des Sehnervs mit Sehstörungen können ebenfalls auftreten. Die Entzündung des Sehnervs ist dabei das charakteristische Symptom.

## Verlauf und Prognose
Die definitive Abgrenzung zur multiplen Sklerose ist erst im klinischen Verlauf möglich. Im Rahmen der ADEM gibt es keinen schubartigen Verlauf, die Erkrankung ist monophasisch. Die Prognose ist insgesamt günstig. Die Mehrzahl der Patienten erholt sich vollständig, seltener kommt es zu einer Defektheilung. Sehr schwere (fulminante) Verläufe können tödlich verlaufen. Die maximale Form ist die sogenannte Hurst-Enzephalitis. Dabei kommt es im Verlauf zum Absterben von Gefäßen und Einblutungen in das Hirngewebe, das dann in der Folge abstirbt.

## Diagnose
In der Magnetresonanztomographie (MRT) zeigen sich typischerweise bilateral asymmetrische Herde mit komplettem Ring-Enhancement. Diese sind im Vergleich zur MS größer und nehmen mehr Kontrastmittel auf. Bei der Lumbalpunktion gewinnt man Liquor, aus dem man dann den Eiweißgehalt und Antikörper bestimmt.

## Therapie
Die Therapie der Wahl ist die Gabe von Methylprednisolon über 5 Tage (500–1000 mg/d), danach sollte bereits ein deutliches Abklingen der Beschwerden zu sehen sein. Spricht diese Therapie nicht an, sollte man Methylprednisolon für weitere vier Wochen geben. Bei Unverträglichkeit von Methylprednisolon ist die alternative Gabe von Immunglobulinen möglich.
In besonders schweren Fällen und bei der Hurst-Enzephalitis kann man auf Cyclophosphamid zurückgreifen oder die Autoantikörper mittels Plasmapherese entfernen.